# Père Lachaise (obra teatral)
Père Lachaise es una obra teatral escrita por la dramaturga Itziar Pascual Ortiz. Fue estrenada por primera vez el 6 de diciembre de 2002 en la Nave de Cambaleo, de Aranjuez (Madrid), a cargo de la compañía Acciones Imaginarias.

## Personajes
La obra está dividida en dos actos y consta de 3 personajes reales (Cundo, Carlota y Michel) y 3 espíritus (Secundino Pérez, Isadora Duncan y el Ilustre Anónimo).
Cundo es el hermano de Carlota. Originario de Jaraíz de la Vera, se encuentra en el cementerio de Père Lachaise para visitar la tumba de su abuelo Secundino. Está obsesionado con el olvido y la desmemoria, así que este viaje representa un viaje dentro de sí mismo también. 
Carlota es la hermana menor de Cundo y es una estudiante de Filosofía. Es muy parecida a su abuela Dolores. Tanto el abanico que lleva entre las manos como el deseo de comer un bocadillo de jamón serrano remiten a costumbres típicas españolas. 
Michel es un hombre de mediana edad que trabaja como enterrador en el cementerio de Pére Lachaise. Puede hablar con los espíritus enterrados allì. Se muestra disponible para indicar el camino a Cundo y Carlota.
Secundino Pérez es uno de los espíritus enterrados en Pére Lachaise. Era un republicano exiliado a Francia tras la Guerra Civil Española. Es el abuelo de Cundo y Carlota.
Isadora Duncan es el espíritu de una bailarina y coreógrafa norteamericana. Sufre la muerte premadura de sus hijos Patrick y Deirdre, quienes murieron ahogados en el Sena.
El ilustre anónimo es un espíritu enigmatico que no quiere desvelar su verdadera identidad. Tiene un carácter fuerte y orgulloso. Representa a una cosciencia externa, a menudo sentencioso y hostil.  
Espíritus, sombras, seres de inframundo. Seres procedentes de personajes famosos y desconocidos enterrados en el cementerio de Père Lachaise. Aún no han alcanzado la ascensión, pero la anhelan.

## Ambientación
La obra está ambientada en el cementerio de Père Lachaise, junto al Boulevard de Menilmontant. La acción se desarrolla entre el mediodía y el atardecer de un día caluroso de agosto de 2002.

## Sinopsis
Dos hermanos, Cundo y Carlota, viajan hacia París para visitar la tumba de su abuelo Secundino Pérez en el cementerio de Père Lachaise. Cundo quiere encontrar la tumba del abuelo cuanto antes, mientras que Carlota preferiría comer algo y después regresar al cementerio. Los dos se separan (Carlota se pierde) y Cundo pide informaciones a Michel, un hombre que trabaja como enterrador en Pére Lachaise y que le advierte que su abuelo pudiera haber sido trasladado a otro cementerio. Unos momentos después, llega Carlota que pide informaciones a Michel también, pero su hermano ya se ha marchado. Michel cuenta unas leyenda a una Carlota escéptica. Ella se queda sola y, hablando en voz alta, captura la atención del espíritu de su abuelo Secundino, el cual la confunde por su esposa Dolores.
Después de un monólogo de Secundino basado en los recuerdos, el Ilustre Anónimo le aconseja dejar el pasado atrás y seguir viviendo, aunque esté muerto. El Ilustre habla también con Isadora, intimándola a no buscar jamás a sus niños porque se han ido para siempre. 
Finalmente, Cundo y Carlota se encuentran. Michael no quiere regresar a casa y habla con el espíritu de Secundino, el que se presenta como “El guerrillero. El posadero. El eterno enamorado de Dolores”. Secundino habla también con Isadora, la que está buscando a una enfermera para su niño. Cundo llega ante la tumba de su abuelo, pero el espíritu del Ilustre Anónimo intenta alejarlo.
En una de las escenas finales, los espíritus hablan entre ellos y bailan, cumpliendo la leyenda que Michel había contado a Carlota al comienzo de la historia. Por fin, Carlota y Michel comen juntos. 